# 김문식
김문식(1972년 8월 2일 ~ )은 대한민국의 배우이다.

## 학력
- 서울예술대학 연극과

## 출연작

### 연극
- 《날 보러와요》
- 《토일릿 피플》
- 《조치원 해문이》
- 《엄마》
- 《창신동》
- 《아시아 온천》
- 《푸른배 이야기》
- 《봄의 노래는 바다에 흐르고》
- 《돐날》
- 《베리베리 임포턴트 펄슨》
- 《가정식 백반 맛있게 먹는법》
- 《아내들의 외출》
- 《눈속을 걸어서》
- 《억울한 여자》
- 《거트루드》
- 《야끼니꾸 드래곤》